# 234
Cette page concerne l'année 234  du calendrier julien. Pour l'année 234 av. J.-C., voir 234 av. J.-C. Pour le nombre 234, voir 234 (nombre).
L'année 234 est une année commune qui commence un mercredi.

## Événements
- Printemps :
  - Sévère Alexandre se rend à Moguntiacum (Mayence) avec sa mère Julia Mamaea pour repousser les Germains[1] ; il fait campagne dans la montagne de Taunus où il restaure les forts incendiés et lance des raids en territoire germain. La confédération des Alamans négocie la paix moyennant subsides, ce qui déplait à l'armée romaine, qui espérait une longue campagne accompagnée de pillages[2].
  - Dernière expédition vers le nord de Zhuge Liang, stratège du royaume de Shu contre Sima Yi, le stratège de Wei[3].

## Naissances en 234
- Porphyre de Tyr, philosophe néoplatonicien.

## Décès en 234
- Août : Zhuge Liang, stratège chinois.